# Retratos da Humanidade
Retratos da Humanidade foi o primeiro e único CD da banda Revolucionnários. Ele foi lançado em setembro 2006 pelo selo Champirado Records com distribuição da gravadora Universal Music.
Este álbum é composto por 14 faixas. O trabalho foi produzido por Tadeu Patolla (Charlie Brown Jr., Biquini Cavadão, Sideral, Berimbrown, Patrícia Coelho e Deborah Blando) no Patolla Áudio. A masterização ficou por conta de Rodrigo Castanho, responsável pela descoberta do grupo O Surto e de produções de vários artistas como Tihuana, CPM 22, Planta e Raiz e Supla.
Nas letras, o líder da banda (Champignon) traz mensagens conceituais e coisas vividas no cotidiano de uma sociedade carente, romântica, violenta e implacável.
Segundo Victor Panchorra, empresário da banda, Champignon teria criado a música "Natureza" após a saída do Charlie Brown Jr. Ele disse que alguns trechos falam sobre a briga. Como em "Boto fé nos meus irmãos sim, confiança é um cristal que se quebrar, já era".
Para divulgá-lo, a banda chegou a gravar dois videoclipes, para as músicas "Revolucionnários" e "Como Num Sonho Perfeito". Este último conta com a participação da atriz Karina Bacchi e presta homenagem a uma banda Os Mutantes.
Por conta desse trabalho, Champignon ganhou o Prêmio Multishow de Música Brasileira 2007 como melhor instrumentista do ano.

## Faixas
- Todas as faixas compostas por Champignon

| N.º            | Título                                 | Compositor(es) | Duração |  |
| 1.             | "Revolucionnários"                     |                | 2:47    |  |
| 2.             | "Conceito de Aprendiz"                 |                | 2:24    |  |
| 3.             | "Psicomidialogia"                      |                | 3:41    |  |
| 4.             | "Como num Sonho Perfeito"              |                | 3:42    |  |
| 5.             | "A Nova Era de Aquarius"               |                | 3:25    |  |
| 6.             | "Fé sem Entidades"                     |                | 3:23    |  |
| 7.             | "Faces da Humanidade"                  |                | 1:03    |  |
| 8.             | "Por um Mundo Melhor"                  |                | 3:26    |  |
| 9.             | "Natureza"                             |                | 3:42    |  |
| 10.            | "Tow In" (faixa instrumental)          |                | 2:04    |  |
| 11.            | "Você"                                 |                | 4:03    |  |
| 12.            | "Sedução"                              |                | 3:23    |  |
| 13.            | "Viagem sem Volta"                     |                | 4:03    |  |
| 14.            | "Revolucionajazz" (faixa instrumental) |                | 2:42    |  |
| Duração total: | Duração total:                         | Duração total: | 43:54   |  |

### Singles
- Como Num Sonho Perfeito
- Revolucionnários
- A Nova Era de Aquarius

## Créditos Musicais[11]
- Champignon - Vocais, Baixo elétrico e Beat-box
- Nando Martins - Guitarra (todas as faixas)
- Andre Fonseca - Guitarra (10 faixas)
- Kvêra - Guitarra (4 faixas)
- Diego Righi - Percussão
- Pablo Silva - Baterias

### Críticas Musicais
| Críticas profissionais | Críticas profissionais |
| Avaliações da crítica  | Avaliações da crítica  |
| Fonte                  | Avaliação              |
| ---------------------- | ---------------------- |
| Correio Braziliense    | [ 12 ]                 |

A critica musical Daniela Paiva, do Correio Braziliense, deu uma nota 3 de 5, afimando que apesar de a sonoridade da banda remeter ao Charlie Brown Jr. - "como a conscientização social e o peso do baixo", pelas palavras dela - o álbum tem o mérito de "oferecer alma e energia ao discurso (ainda que em território familiar), em versão mais aventureira e menos chapada do que o próprio Charlie Brown Jr."